# Исаков, Яков Алексеевич
Яков Алексеевич Исаков (1811—1881) — санкт-петербургский книготорговец и издатель.

## Биография
Родился в 1811 году в семье столяра Охтенских адмиралтейских поселений. В августе 1823 года по желанию отца был отдан на службу к Ивану Панькову, который торговал иностранными книгами в небольшой лавочке Гостиного двора. В 1829 году Паньков за 1500 рублей ассигнациями продал свою лавку (с условием оплаты в течение года) со всем товаром Исакову, который в 18 лет стал владельцем небольшого предприятия, где продавались преимущественно французские книги. Развитию магазина способствовала ценовая политика Исакова, который резко снизил цены на иностранные книги; его поставщиками стали непосредственно французские и бельгийские издатели. Он завёл торговые связи с крупными петербургскими книготорговцами Ф. М. Белизаром, Гаугером, В. Грефом и др. Победив дешевизной своих конкурентов, он долгое время не имел себе равных в русском книготорговом деле. При магазине Исаков также открыл библиотеку для чтения иностранных книг.
В 1841 году начал книгоиздательскую деятельность, сначала выпуская книги случайно, как меценат. Его известности много помог Ф. В. Булгарин, который в 1840-х годах не пропускал случая в своих фельетонах упомянуть о магазине Исакова.
В развитие своей деятельности с 1854 года он начал торговать также и русскими книгами. В 1854 году он получил звание комиссионера всех военных учебных заведений в России. Он стал издавать учебную литературу, пособия и разнообразные книги для детского чтения; им был издан один из лучших для того времени атласов — Симашко. Также он получил права на издание сочинений Пушкина. Исаковым были выпущены специальные издательские серии: «Классная библиотека» (с примечаниями В. Стоюнина), «Записки иностранцев о России в XVIII столетии», «Библиотека путешествий».
Я. И. Исаков, вслед за П. В. Анненковым, трижды издал «Полное собрание сочинений А. С. Пушкина» в шести томах (1859; 1869—1871; 1880—1881).
Я. А. Исаков создал своего рода книгопродавческую школу, из который вышли: М. О. Вольф, Ф. Г. Михин, Ф. А. Битепаж, И. Г. Мартынов, Н. Г. Мартынов, Г. В. Беренштам, Ф. И. Колесов, Г. Н. Тюнтин, В. А. Исаков.
В 1870-х годах у Исакова появились серьёзные конкуренты, которые стали учитывать изменения условий существования издательского дела и он стал менять род своей деятельности; по рекомендации управляющего Государственного банка Е. И. Ламанского он был назначен председателем Общества взаимного кредита. П. К. Симони писал:

От природы честный и трудолюбивый человек, но не получивший правильного академического образования, Я. А. Исаков не имел серьёзных познаний и опыта в финансовых делах и сделался жертвой бесчестных людей, но не мог пережить унижения. Ослабевая ежедневно от постигшего его горя, Яков Алексеевич скончался в больших нравственных страданиях 16 (28) июля 1881 года <…> Современники его, люди достойные доверия, утверждали, что он не пользовался ничем в деле растраты в Обществе Взаимного Кредита — и умер честным человеком.